# オハイオ州出身著名人の一覧
この一覧はオハイオ州出身の著名人についての記事を姓の50音順に配列したものである。
| 目次 | 目次 | 目次 | 目次 | 目次 | 目次 | 目次 | 目次 | 目次 | 目次 | 目次 |
| ---- | ---- | ---- | ---- | ---- | ---- | ---- | ---- | ---- | ---- | ---- |
| わ   | ら   | や   | ま   | は   |      | な   | た   | さ   | か   | あ   |
|      | り   |      | み   | ひ   |      | に   | ち   | し   | き   | い   |
| を   | る   | ゆ   | む   | ふ   |      | ぬ   | つ   | す   | く   | う   |
|      | れ   |      | め   | へ   |      | ね   | て   | せ   | け   | え   |
| ん   | ろ   | よ   | も   | ほ   |      | の   | と   | そ   | こ   | お   |

## あ行

### あ
- アイショー・スピード　-YouTuber、ラッパー
- マーク・アダムス - ベース奏者、スレイヴ・メンバー
- ニール・アームストロング - 宇宙飛行士
- ベレニス・アボット - 写真家
- マイケル・アマコスト - 外交官・駐日大使
- スティーヴ・アーリントン - ドラマー、元スレイヴ・メンバー
- シャーウッド・アンダーソン - 作家

### い
- マイク・イースラー - 野球選手
- ジェフリー・イメルト – ゼネラル・エレクトリックの最高経営責任者
- ジェームス・イングラム - ミュージシャン

### う
- ラッセル・ウィルソン - アメリカンフットボール選手
- ウィリアム・ウィンダム - 政治家
- パトリシア・ウェティグ - 女優
- ジョージ・ヴォイノヴィッチ - 政治家
- エズラ・ヴォーゲル - 社会学者
- マーク・ウォーターズ - 映画監督
- ローン・ウッズ - 野球選手

### え
- トーマス・エジソン - 発明家
- ジョージ・アレック・エフィンジャー - 作家
- ハーラン・エリスン - 作家
- カルメン・エレクトラ - ファッションモデル・女優

### お
- ティム・オーウェンズ - ミュージシャン
- チャールズ・オークリー - バスケットボール選手
- アニー・オークレイ - ガンマン
- ポール・オニール - 野球選手
- ウォルター・オルストン - 野球選手 (アメリカ野球殿堂表彰者)

## か行

### か
- ダン・カーティン - ミュージシャン
- ジェームズ・ガーフィールド - 第20代アメリカ合衆国大統領
- カマサミ・コング - ラジオパーソナリティ
- ステフィン・カリー - バスケットボール選手
- エリック・カルメン - ミュージシャン

### き
- ルーク・キークリー - アメリカンフットボール選手
- ドロシー・ギッシュ - 女優
- リリアン・ギッシュ - 女優
- ケリー・キトルズ - バスケットボール選手
- ジェームズ・ギブソン - 心理学者
- マリー・キャリー - ポルノ女優
- ジェームズ・キルボーン - 政治家
- アーネスト・キング - 軍人

### く
- ウィリアム・クァントリル - 軍人・ゲリラ部隊長
- キャリー・クーン - 女優
- トーマス・クーン - 科学史家
- デニス・クシニッチ - 政治家
- ハーヴェイ・ウィリアムス・クッシング - 医師
- ジョナサン・グッド - プロレスラー
- クリス・クラッチャー - 作家
- ユリシーズ・S・グラント - 第18代アメリカ合衆国大統領
- ボブ・グリーン - ジャーナリスト
- ジェイムス・グリフィン - ミュージシャン
- ウェス・クレイヴン - 映画監督
- ロジャー・クレメンス - 野球選手
- ジョン・グレン - 宇宙飛行士・政治家
- ゲーリー・グローバー - 野球選手
- ジョン・クロムウェル - 映画監督・俳優
- ウィラード・ヴァン・オーマン・クワイン - 哲学者

### け
- マーク・ケアー - 格闘家
- ジャッキー・ゲイダ - 女子プロレスラー
- クラーク・ゲーブル - 俳優
- チャールズ・ケタリング – 発明家
- ジェイソン・ケルシー - アメリカンフットボール選手
- トラビス・ケルシー - アメリカンフットボール選手、ジェイソンの弟
- キース・ケロッグ - 軍人

### こ
- ジョン・コーウェン - 政治家
- マーク・コールマン - 格闘家
- ジョセフ・コスース - 芸術家
- ブーツィー・コリンズ - ミュージシャン
- アーサー・コンプトン - 物理学者

## さ行

### さ
- ニール・ザザ - ギタリスト

### し
- ルース・クロフォード＝シーガー - 作曲家
- マーティン・シーン - 俳優
- フレドリック・ジェイムソン - 思想家
- ジャック・シェーファー - 作家
- レブロン・ジェームズ - バスケットボール選手
- エルウッド・ジェンセン - 生物学者
- ジョージ・シスラー - 野球選手 (アメリカ野球殿堂表彰者)
- ドン・ジマー - 野球選手
- アル・ジャーディン - ミュージシャン
- ジム・ジャームッシュ - 映画監督
- ウィリアム・シャーマン - 軍人
- ジョン・シャーマン - 政治家
- アリソン・ジャニー - 女優
- モリー・シャノン - 女優
- マイク・シュミット - 野球選手 (アメリカ野球殿堂表彰者)
- アーサー・シュレジンジャー - 歴史家
- マーシャル・ロック・ジョーンズ - オハイオ・プレイヤーズ・メンバー
- バン・ジョンソン - アメリカンリーグ初代会長 (アメリカ野球殿堂表彰者)

### す
- レイチェル・スウィート - 女優
- ボズ・スキャッグス - ミュージシャン
- ジョン・スコフィールド - ミュージシャン
- ラルフ・スタイナー - 写真家
- グロリア・スタイネム - 社会活動家
- アリソン・ストーナー　 - 女優
- ロジャー・ストーバック - アメリカンフットボール選手 (プロフットボール殿堂表彰者)
- テッド・ストリックランド - 政治家
- ジョン・スノー - 政治家
- バリー・スパークス - ミュージシャン
- ライマン・スピッツァー - 理論天体物理学者
- スティーヴン・スピルバーグ - 映画監督
- リチャード・スモーリー - 物理学者

### せ
- ドミニク・セナ - 映画監督
- ロジャー・ゼラズニイ - 作家

## た行

### た
- テッド・ターナー - 実業家
- ジェームス・ダグラス - ボクサー
- ジェリー・ダグラス - カントリー歌手
- トニー・タッブス - ボクサー
- ウィリアム・タフト - 第27代アメリカ合衆国大統領
- ロバート・タフト - 政治家
- ドロシー・ダンドリッジ - 女優

### ち
- ジャスティン・チェンバース - 俳優
- ジョージ・チャキリス - 俳優
- トレイシー・チャップマン - フォーク歌手

### て
- ドリス・デイ - 歌手
- ジョーン・ディーナー - 女優
- ジョン・ディーン - 大統領法律顧問、ウォーターゲート事件における重要参考人
- アート・テイタム - ミュージシャン
- エド・デラハンティ - 野球選手 (アメリカ野球殿堂表彰者)
- リック・デリンジャー - ロック・ミュージシャン

### と
- マイケル・ドークス - ボクサー
- チャールズ・G・ドーズ - 第30代アメリカ合衆国副大統領
- レン・ドーソン - アメリカンフットボール選手
- パット・トーピー - ミュージシャン
- ジョン・トール - 映画撮影監督
- アール・トーマス・コンレイ - カントリー歌手
- ロジャー・トラウトマン - ミュージシャン
- ジム・トレーシー - 野球選手
- ジム・トレーバー - 野球選手
- トウェンティ・ワン・パイロッツ - バンド

## な行

### に
- ジョー・ニークロ - 野球選手。フィル・ニークロの弟
- フィル・ニークロ - 野球選手 (アメリカ野球殿堂表彰者)
- ボブ・ニーマン - 野球選手
- ジャック・ニクラス - プロゴルファー
- ポール・ニューマン - 俳優

### ね
- ネイキッド・カウボーイ - ストリートパフォーマー
- ロバート・ネッパー - 俳優

## は行

### は
- サラ・ジェシカ・パーカー - 女優
- マイク・バークベック - 野球選手
- ウオレン・G・ハーディング - 第29代アメリカ合衆国大統領
- ミラー・ハギンス - 野球選手 (アメリカ野球殿堂表彰者)
- ジョン・パクソン - バスケットボール選手
- ロバート・パットナム - 政治学者
- キャスリーン・バトル - 歌手
- エドモンド・ハミルトン - 作家
- セダ・バラ - 女優
- レイチェル・ハリス - 女優
- ベンジャミン・ハリソン - 第23代アメリカ合衆国大統領
- マーク・バルデス - 野球選手
- テレンス・ハワード - 俳優
- フランク・ハワード - 野球選手
- タイロン・パワー - 俳優
- ジョン・ハブリチェック - バスケットボール選手

### ひ
- アンブローズ・ビアス - 作家
- ジーン・ピーターズ - 女優
- ボブ・ピーターソン - アニメーター
- L・M・ビジョルド - 作家

### ふ
- ハーベイ・ファイアストーン - 実業家
- ローリー・フィンガーズ - 野球選手 (アメリカ野球殿堂表彰者)
- チャールズ・W・フェアバンクス - 政治家
- フレデリック・フェネル - 指揮者
- チャールズ・フォスター - 政治家
- プレスコット・ブッシュ - 政治家
- シャーリー・フライ - テニス選手
- シェロッド・ブラウン - 政治家
- フレドリック・ブラウン - 作家
- レイ・ブラウン - 野球選手 (アメリカ野球殿堂表彰者)
- タイニー・ブラッドショー - R&B音楽家
- ロイ・プランケット - 化学者
- ブラッド・フリーデル - サッカー選手
- エルマー・フリック - 野球選手 (アメリカ野球殿堂表彰者)
- ロジャー・ブレスナハン - 野球選手 (アメリカ野球殿堂表彰者)

### へ
- アニタ・ベイカー - ジャズ・ソウル歌手
- ラザフォード・ヘイズ - 第19代アメリカ合衆国大統領
- リチャード・ベイスハート - 俳優
- マイナー・シール・ベイツ - 歴史学者
- ジェイ・ペイトン - 野球選手
- デビッド・ペイン - 陸上競技選手
- ジェシー・ヘインズ - 野球選手 (アメリカ野球殿堂表彰者)
- アン・ヘッシュ - 女優
- ジェイソン・ベバリン - 野球選手
- ハリー・ベリー - 女優
- レスター・アラン・ペルトン - 発明家
- ヤロスラフ・ペリカン - キリスト教史学者
- ジェニファー・ペリマン - タレント
- エドゥアルド・ペレス - 野球選手
- ジョー・ヘンダーソン - ミュージシャン
- トーマス・A・ヘンドリックス - 政治家

### ほ
- ケイティ・ホームズ - 女優
- フィリップ・ベイカー・ホール - 俳優
- マーク・ボールズ - ミュージシャン
- モニカ・ポッター - 女優
- ソル・ホワイト - 野球選手・監督 (アメリカ野球殿堂表彰者)

## ま行

### ま
- マーク・マザーズボー　－　ミュージシャン、ＤＥＶＯ
- ルーブ・マーカード - 野球選手 (アメリカ野球殿堂表彰者)
- ディーン・マーティン - 俳優
- デイモン・マイナー - 野球選手
- ロバータ・マカヴォイ - 作家
- ロバート・マザーズボー　- ギタリスト、ＤＥＶＯ
- マイケル・マコノヒー - 声優、俳優
- ウィリアム・マッキンリー - 第25代アメリカ合衆国大統領
- マルシア・ファッジ - 第18代住宅都市開発長官、下院議員（8期）、オハイオ州ウォレンズビルハイツ市長 [1]
- ヘンリー・マンシーニ - 作曲家
- チャールズ・マンソン - カルト集団『The Family』のリーダー
- マリリン・マンソン - バンド名、及び芸名

### み
- マイク・ミザニン - プロレスラー
- ウィロビー・D・ミラー - 歯学者・口腔細菌学者

### も
- スティーヴ・モーズ - ミュージシャン
- エドウィン・モーゼス - 陸上競技選手
- キャスリン・モリス - 女優
- ジュニー・モリソン - ミュージシャン
- トニ・モリソン - 作家

## や行

### や
- サイ・ヤング - 野球選手 (アメリカ野球殿堂表彰者)
- スタリーナ・ヤング - ソウル歌手、オーラ・メンバー

### ゆ
- バック・ユーイング - 野球選手 (アメリカ野球殿堂表彰者)
- カイル・ユーズチェック - アメリカンフットボール選手

## ら行

### ら
- バリー・ラーキン - 野球選手
- ライト兄弟 - 飛行機の発明者
- ロバート・ライトハイザー - 弁護士
- ジム・ライトル - 野球選手
- ジム・ラヴェル - 宇宙飛行士
- ケネソー・マウンテン・ランディス - MLB初代コミッショナー。イリノイ州連邦地裁判事。(アメリカ野球殿堂表彰者)
- ケビン・ランデルマン - プロレスラー

### り
- ジム・リーランド - 野球監督
- アダム・リグス - 野球選手
- ブランチ・リッキー - 野球選手・監督・球団経営者 (アメリカ野球殿堂表彰者)
- ジェラルド・レヴァート - 歌手
- チャールズ・リヒター - 地震学者
- バーナード・リムランド - 心理学者

### る
- カーチス・ルメイ - 軍人

### れ
- チャック・レイニー - ミュージシャン
- ボビー・レイホール - レーサー
- ゲーリー・レーシッチ - 野球選手
- デーブ・レーシッチ - 野球選手
- トレント・レズナー - ミュージシャン
- ジム・レドモン - 野球選手
- ジェームズ・レヴァイン - 指揮者・ピアニスト
- テッド・レヴィン - 俳優
- ジョン・レジェンド - ミュージシャン

### ろ
- ロイ・ロジャース - カントリー選手
- タフィ・ローズ - 野球選手
- トレイシー・ローズ - ポルノ女優
- ピート・ローズ - 野球選手
- クレイトン・ロースン - 作家・雑誌編集者
- フランク・シャーウッド・ローランド - 化学者
- ベン・ロスリスバーガー - アメリカンフットボール選手
- ロバート・ロックウッド・ジュニア - ミュージシャン

## わ行
- トーマス・ワージントン - 政治家
- ポーラ・ワグナー - 映画製作関係者